# Ostkirchhof Ahrensfelde

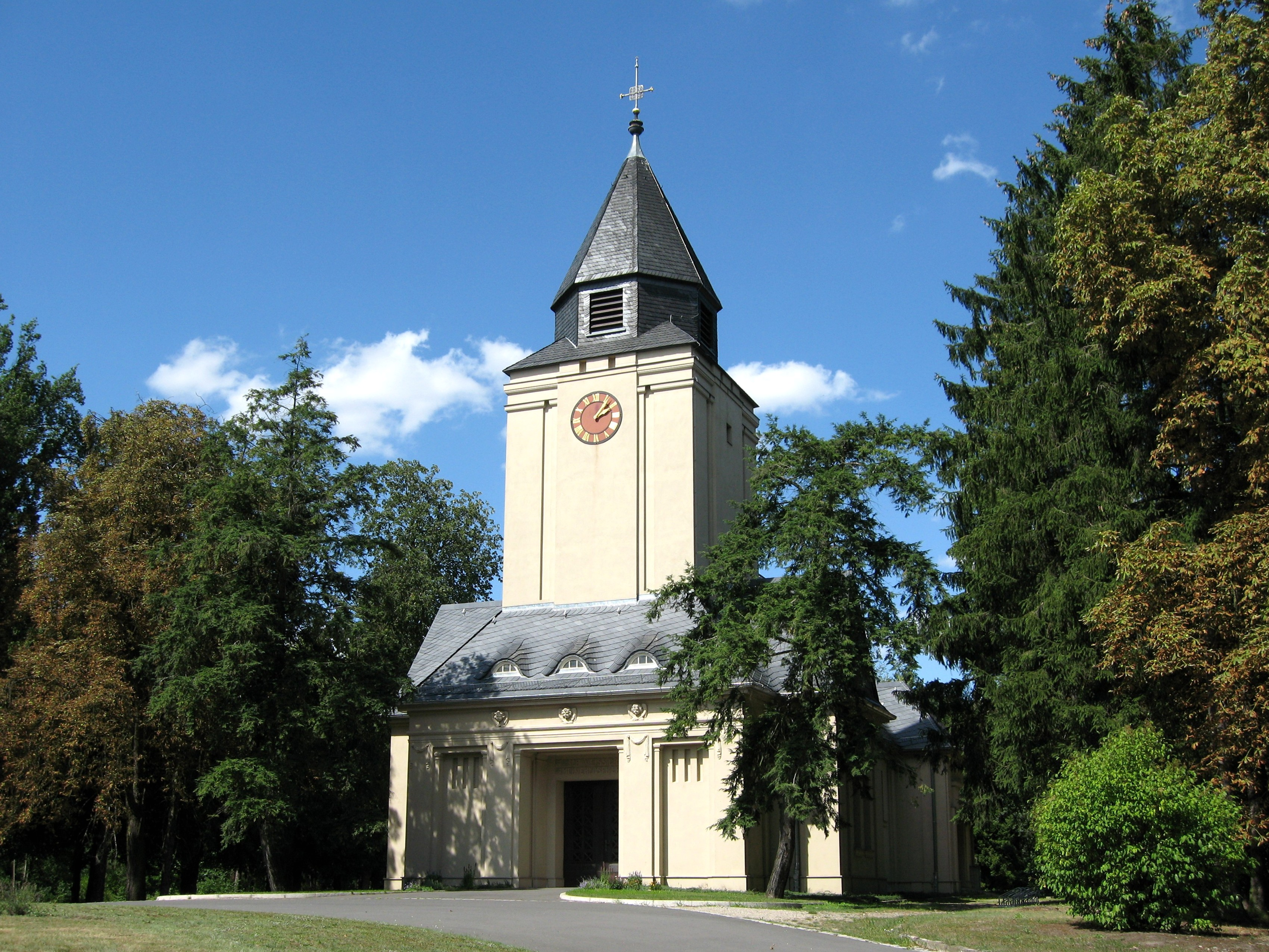
Kapelle des Ostkirchhofs Ahrensfelde

Ostkirchhof Ahrensfelde ist die Bezeichnung für den am 30. Juni 1908 eröffneten Friedhof der evangelischen Kirchengemeinden des Berliner Stadtsynodalverbandes auf dem Gebiet der brandenburgischen Gemeinde Ahrensfelde.
Der parkartig angelegte Friedhof liegt nordöstlich von Berlin außerhalb der Stadtgrenzen und weist mit 25 Hektar heute nur noch einen Bruchteil der für ihn ursprünglich geplanten Belegungsfläche auf. Das Areal, auf dem sich eine Jugendstil-Kapelle mit einer Steinmeyer-Orgel befindet, steht seit dem Jahr 2001 unter Denkmalschutz.

## Geschichte

### Grundlagen der Planung

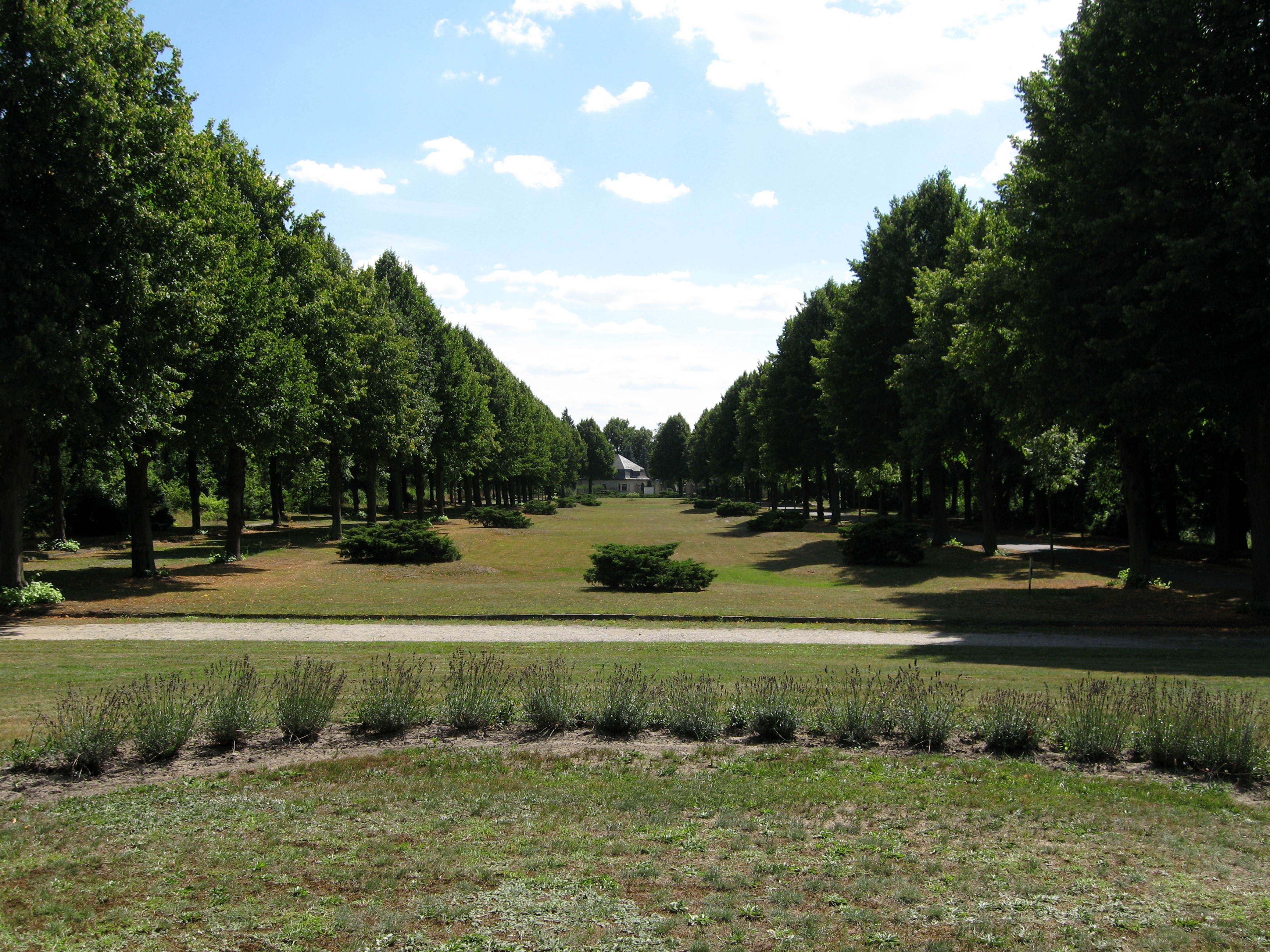
Hauptachse des Kirchhofs

In der zweiten Hälfte des 19. Jahrhunderts zeichnete sich in den städtischen Bereichen von Berlin, das 1877 Millionenstadt wurde, eine Verknappung der verfügbaren Begräbnisplätze ab. Infolge des stetigen Bevölkerungswachstums und der Vorhaltung der zunehmend knapper gewordenen Freiflächen der Innenstadt für den Wohnungsbau entstanden Planungen für mehrere große, ausbaufähige Friedhöfe im Berliner Umland. Mit dieser Aufgabe war der 1895 gegründete Stadtsynodalverband, Kirchengemeinden der Evangelischen Landeskirche der älteren Provinzen Preußens in Berlin und Umland umfassend, als zentrale Wirtschaftsverwaltung betraut.
Nachdem schon 1881 der Berliner Gemeindefriedhof Friedrichsfelde, der erste vor den damaligen Toren Berlins gelegene Großfriedhof, auf Beschluss und in Eigentum des Berliner Magistrats eröffnet wurde, sah der Berliner Stadtsynodalverband die Anlage dreier großflächiger Zentralfriedhöfe in Ahrensfelde, Stahnsdorf und Mühlenbeck vor. Zur Konzipierung einer einheitlichen Gestaltung der Friedhöfe lobte man in der Zeitschrift „Die Gartenkunst“ einen Wettbewerb aus, deren eingereichte Entwürfe jedoch nicht den Vorstellungen der Verantwortlichen im Synodalverband entsprachen, weshalb für die Planung und Ausführung der Friedhofsanlagen der Architekt Gustav Werner (1859–1917) und der Garteningenieur der Berliner Stadtsynode Louis Meyer (1877–1955) beauftragt wurden. Während so 1908 der Ostkirchhof Ahrensfelde und 1909 der Südwestkirchhof Stahnsdorf als Eigentum der evangelischen Kirchengemeinden entstanden, wurde die Anlage des Nordkirchhofs in Mühlenbeck nie realisiert.

### Entstehung
Am 29. März 1906 beschloss der Berliner Stadtsynodalverband in der Gemeinde Ahrensfelde nordwestlich der Wriezener Bahn für 1,33 Millionen Mark eine Fläche von etwa 1800 Morgen (450 Hektar) Land zu erwerben. Ausschlaggebend für den Standort war der schon vorhandene Eisenbahnanschluss mit der geplanten Einrichtung eines Vorortverkehrs von Berlin in Richtung Werneuchen. In die im Zusammenhang mit der geplanten Errichtung des Kirchhofes an die Gemeinde gestellten Auflagen, der Pflasterung der Hauptzufuhrstraße des Lindenberger Weges, die Regulierung des Flusses Wuhle und die Beibehaltung der ortsüblichen Umsatzsteuern, willigte diese ein.

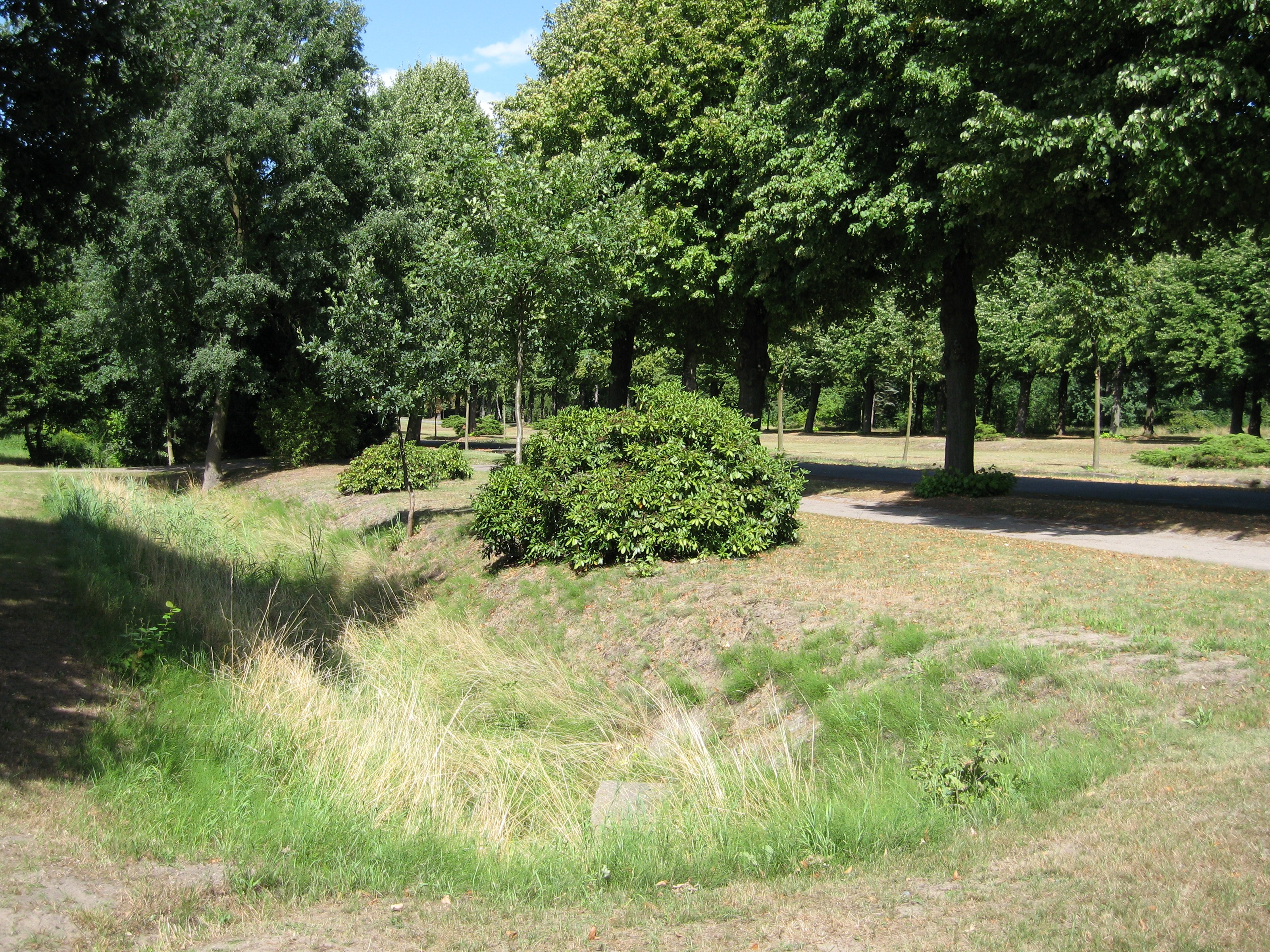
Wuhlegraben auf dem Kirchhof

Schon Anfang Mai 1906 waren Ingenieure und Feldmesser dabei, das Gelände des künftigen Zentralfriedhofs zu vermessen und zu kartieren. Der Ostkirchhof sollte eine Musteranlage des Deutschen Reiches und dabei die zweitgrößte Beerdigungsstätte Deutschlands werden. Eine ähnliche Anlage existierte bis dahin nur mit dem Friedhof Ohlsdorf bei Hamburg. Gustav Werner und Louis Meyer schufen in Ahrensfelde unter Berücksichtigung der topographischen Besonderheiten einen weitläufigen, durchgrünten Parkfriedhof, dessen Grundlage die vorhandenen 150 Morgen (37,5 Hektar) Waldungen bildeten.
Bis August 1907 wurde das erste große Gebäude errichtet, das neben Wohnungen und Geräteräumen auch die Maschinen für den Wasserturm aufnahm. Es folgten die Arbeiten an der Regulierung der Wuhle, die Pflasterung der Hauptzufahrtsstraße, das Abtragen des historischen Postberges, die Einfriedung der einzelnen Begräbnisplätze, der Bau eines Treibhauses in der Gärtnerei und das Aufstellen einer von Gustav Werner projektierten zerlegbaren und transportablen hölzernen Kapelle, die vorher auf dem Friedhof der St.-Andreas-Gemeinde in Hohenschönhausen stand. Der Termin der Erstbelegung am 1. Januar 1908 konnte jedoch nicht gehalten werden. Anfang 1908 bis Mitte März des Jahres ruhten die Arbeiten sogar. Ebenfalls im März 1908 wurden für längere Jahre nicht für Kirchhofszwecke benötigte Flächen, etwa 435 Morgen (circa 109 Hektar), zur Pacht ausgeboten.

### Entwicklung

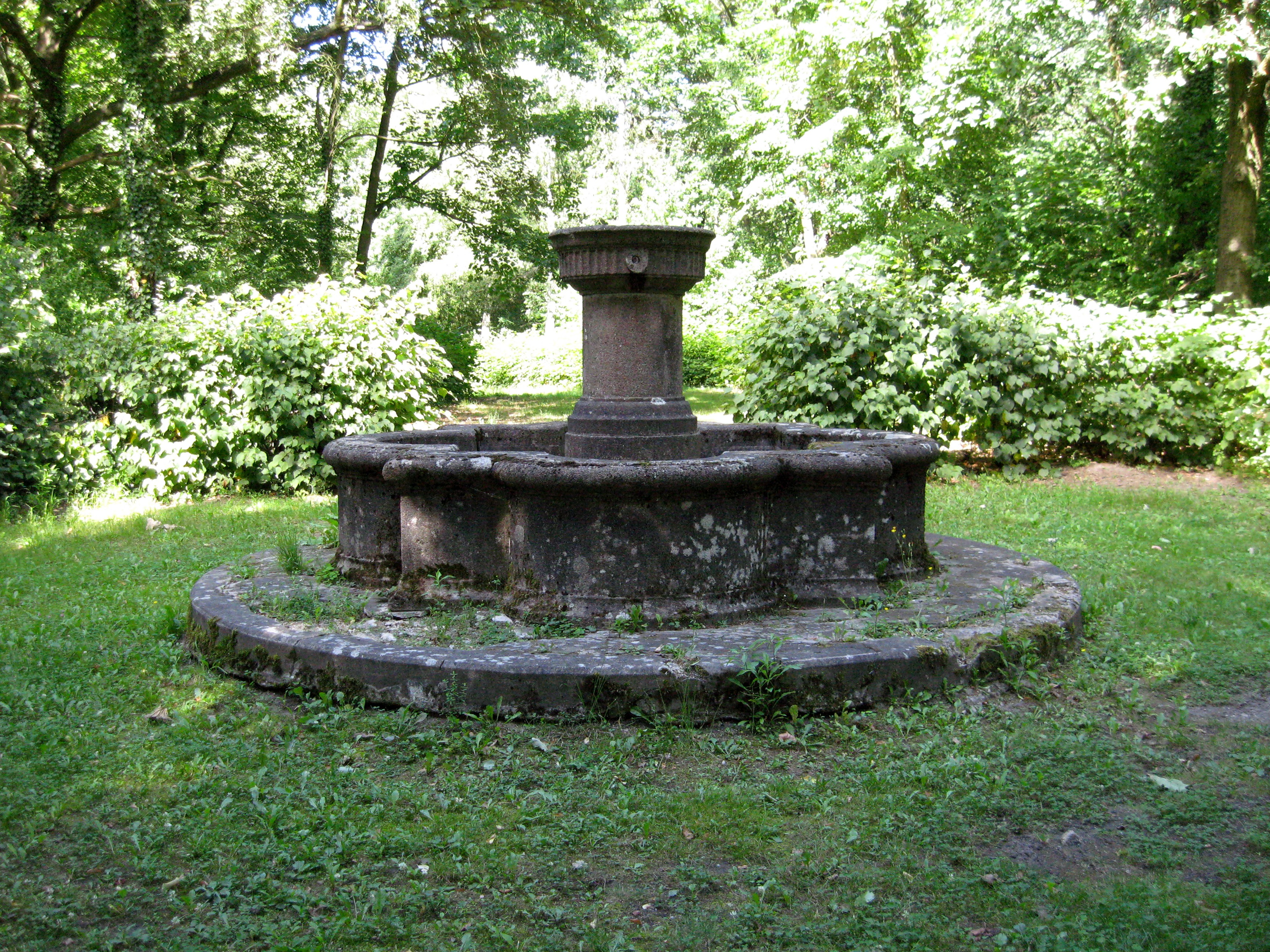
„Verwunschen“-Brunnen auf dem Lazarusfeld

Mit der Weiherede zur Einweihung der Kapelle durch den General-Superintendent Probst D. Faber am 30. Juni 1908 um 17 Uhr wurde der Ostkirchhof Ahrensfelde seiner Bestimmung übergeben. Die Eingangsliturgie hielt Pfarrer Koch (Samaritergemeinde Berlin), die Festpredigt Pfarrer Köster (Lazarusgemeinde Berlin). Bei seiner Eröffnung umfasste der Friedhof eine Fläche von 1200 Morgen (300 Hektar), nach anderen Angaben 285 Hektar, bei einer Ausdehnung von 1700 × 1800 Metern.  Die vorläufig durch 20 Gemeinden genutzte Begräbnisstätte sollte später 30 Gemeinden mit insgesamt 30.000 Grabstellen dienen. Am 4. Juli 1908 um 16 Uhr fand durch Pfarrer Koch die erste Beisetzung statt, einer Frau namens Anna Schwarzenberg aus der Samaritergemeinde, die schon am 2. Juli vom Bahnhof Ahrensfelde mit einem Leichenwagen in die Kühlräume der Leichenhalle gebracht wurde. Ihre Ruhestätte ist auf dem Kirchhof als Ehrengrab erhalten. Die Kosten der ersten Grablegung übernahm die Berliner Stadtsynode. Weitere vier Beerdigungen folgten noch am gleichen Tag, drei auf dem Samariter-Friedhof und eine auf dem Lazarus-Friedhof.

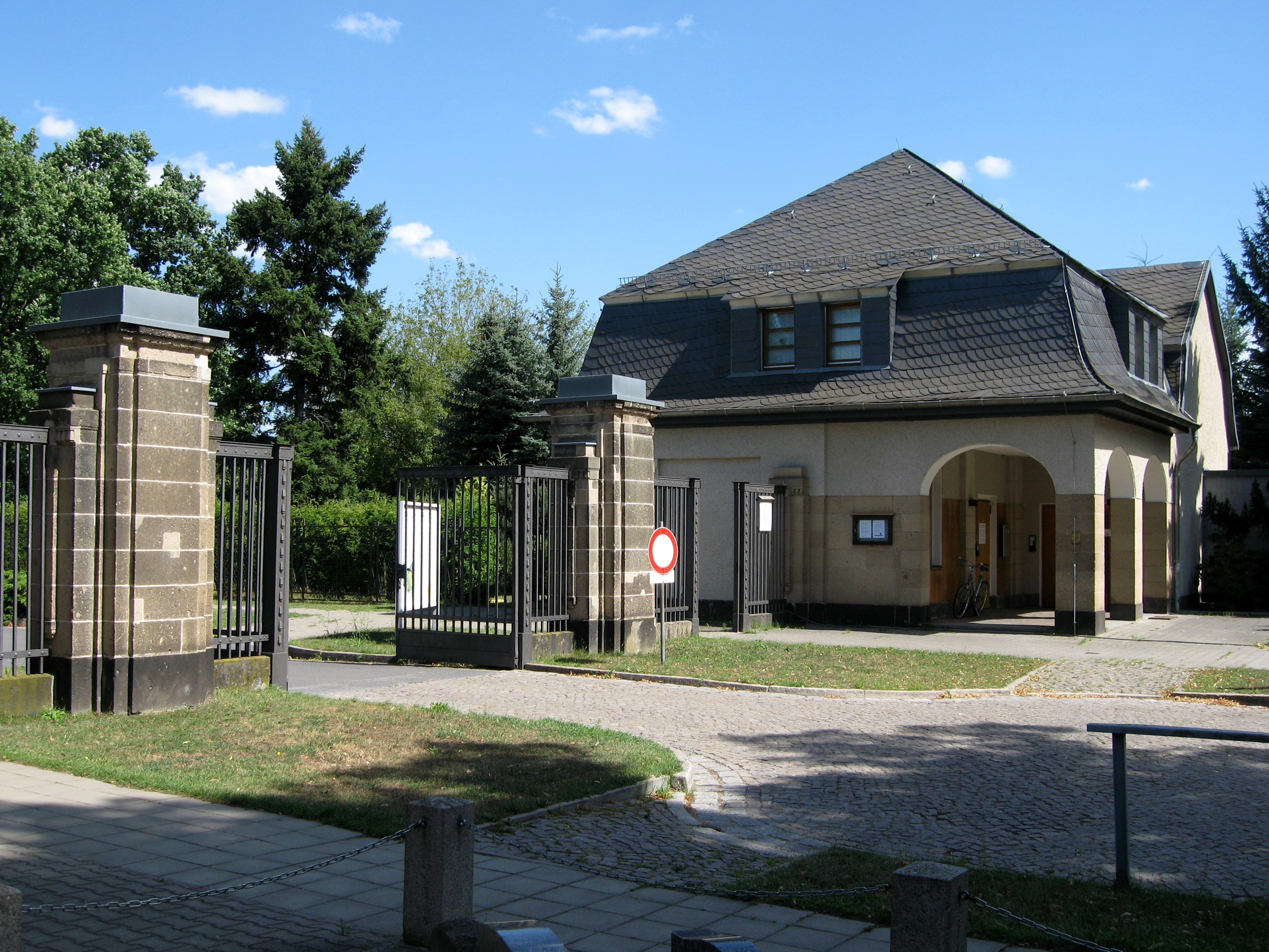
Eingang und östliches Torhaus

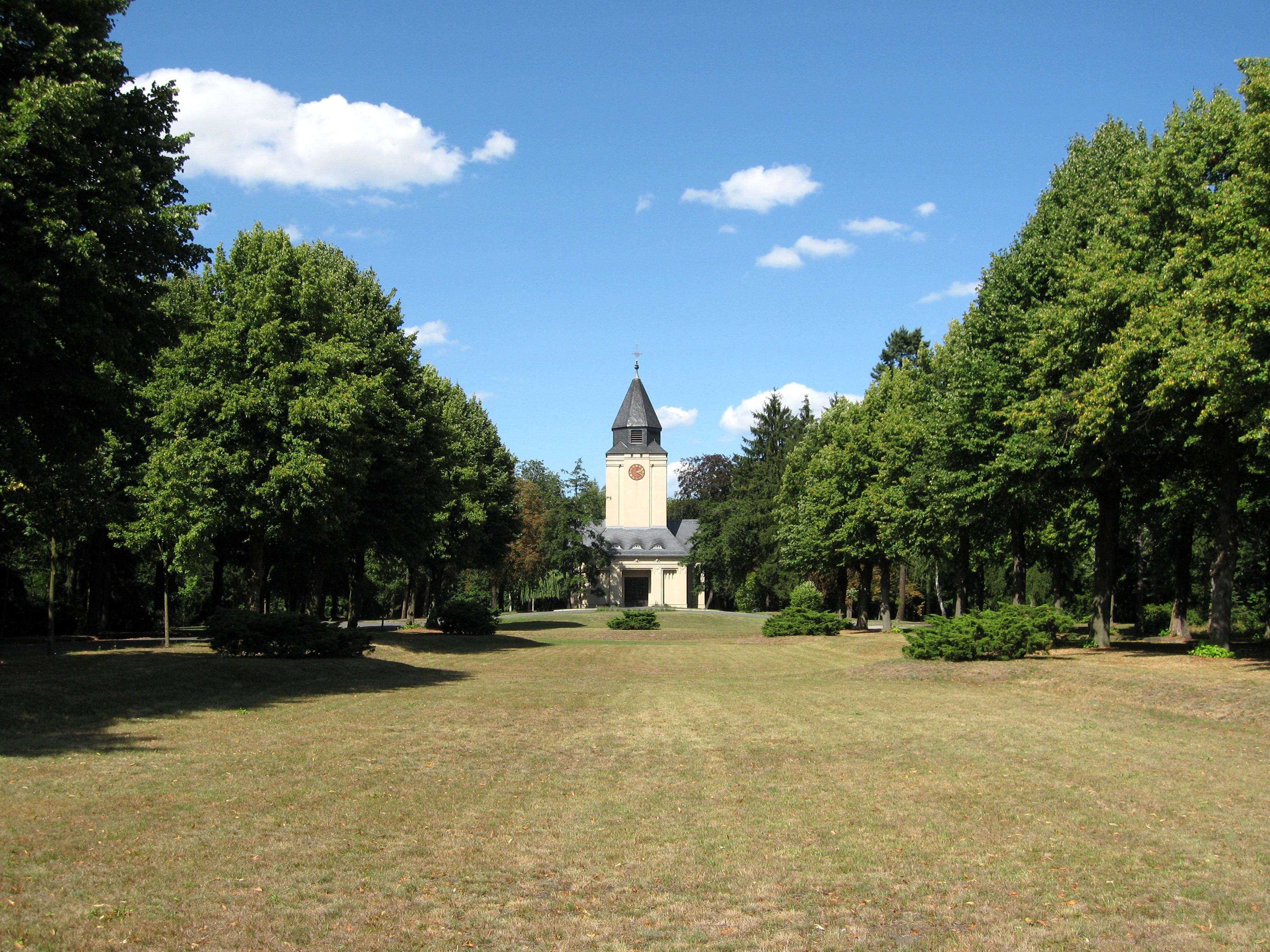
Hauptachse mit Kapelle

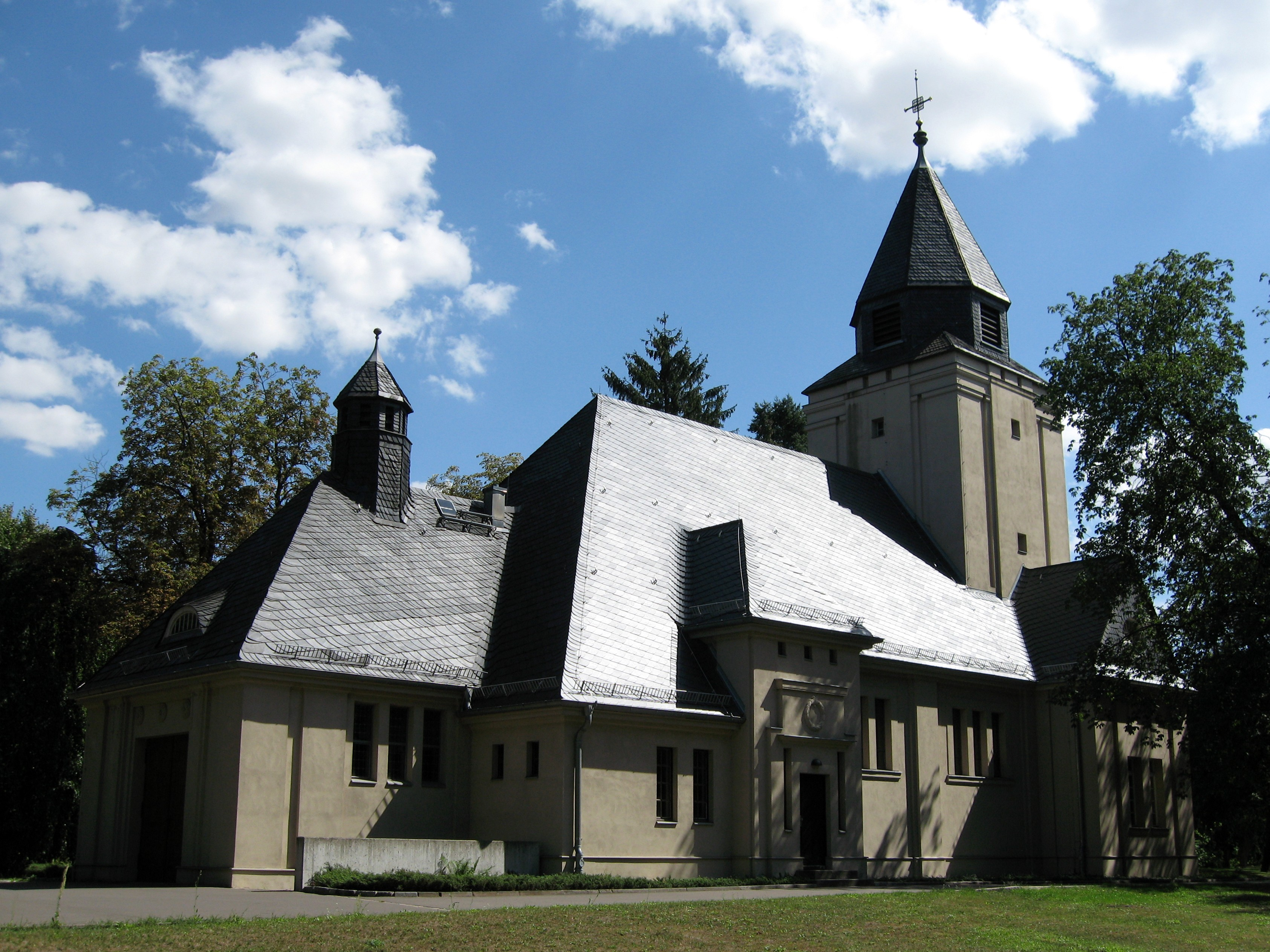
1913 eingeweihte Kapelle

Den Ostkirchhof, der in einzelne Gräberfelder zu je 30 Morgen je Gemeinde aufgeteilt war, durchzogen breite Promenaden zwischen den einzelnen Gräbern, Straßen genannt. Die Bestatteten wurden Kopf an Kopf angeordnet, der Zwischenraum zwischen den einzelnen Gräbern betrug 40 Zentimeter. Im Gegensatz zu den bisher üblichen städtischen Reihengräbern, nach der Beisetzung gemeinschaftlich geschlossenen Schachtgräbern, fanden auf den Friedhöfen des Ostkirchhofes nur Einzelbeerdigungen statt. Die Gräberfelder, auf denen zur Zeit der Eröffnung des Kirchhofes vorläufig nur je 3 Morgen für Beerdigungen eingerichtet waren, wurden auf 30 Jahre bis zur Zweitbelegung berechnet. Neben den Reihengräbern waren auch Plätze für von Hecken umgebenen sogenannten Gartengräbern vorgesehen. In der Mitte der Gräberfelder waren Schmuckplätze angelegt, auf dem ganzen Gelände wurden Ruhebänke aufgestellt und zwei Schutzhallen boten Unterstand bei widriger Witterung. Am Haupteingang bot eine Blumenhalle Kränze und Topfgewächse zum Kauf an.
Auf die Dauer waren die täglichen Leichentransporte von der Leichensammelstelle zu Berlin am alten Ostbahnhof mit Güterzügen zum Bahnhof Ahrensfelde und von dort mit Bahrwagen zur Leichenhalle des Ostkirchhofs unpraktikabel. Verstärkt arbeitete man deshalb nach Eröffnung des Kirchhofes an der Erstellung des Bahnhofs an der Wriezener Bahn, der auf dem Gebiet des abgetragenen historischen Lehmann'schen Postberges entstand. Am 16. November 1908 konnte der Bahnhof Ahrensfelde Friedhof am Ostkirchhof in provisorischer Ausführung für den Personen- und Leichenverkehr eröffnet werden. Zunächst hielten hier täglich zehn Züge.
Am Morgen des 21. Juni 1912 brannte die hölzerne Kapelle des Ostkirchhofs Ahrensfelde vollständig nieder. Nur die fünf in der Halle aufgebahrten Särge konnten noch nach außen geschafft werden. Die eingesetzten Freiwilligen Feuerwehren von Ahrensfelde, Blumberg, Mehrow, Falkenberg und Eiche hatten bis in die Nachmittagsstunden des Brandtages mit Nachlösch- und Aufräumarbeiten zu tun. Mit dem notwendigen Ersatzbau wurde noch im selben Jahr begonnen. Dabei griff man aus Zeitgründen vermutlich auf bereits vorhandene Planungen zurück, denen eventuell die eingereichten Entwürfe des Architekten Paul Korff anlässlich des Wettbewerbs für den Stahnsdorfer Kirchhof von 1908 als Grundlage dienten. Im Jahr 1913 konnte die neue, heute noch weitgehend in ihrem ursprünglichen Zustand erhaltene Kapelle eingeweiht werden. Die große Feierhalle der Kapelle bietet Platz für bis zu 100 Besucher, die hinter ihr gelegene kleine Halle ist für bis zu 40 Besucher ausgelegt.
Die Auslastung des Friedhofs blieb weit hinter den Erwartungen zurück. Ausschlaggebend hierfür war für die evangelischen Gemeinden vor allem der Tarif auf der Wriezener Bahn. Anders als auf der Friedhofsbahn nach Stahnsdorf galt auf der Wriezener Bahn der Berliner Vororttarif nicht, so dass die Anfahrt zum Ostkirchhof teurer war. Die Bestattungskosten lagen in Ahrensfelde im Jahr 1913 bei 20 Mark gegenüber durchschnittlich 43 Mark in Berlin. Zudem mussten die Angehörigen bei Inanspruchnahme eines Berliner Friedhofs gegenüber dem zugewiesenen Zentralfriedhof eine Ablösegebühr entrichten, ferner war eine Schutzgebühr gegenüber diesen Höfen für deren Inanspruchnahme fällig. Dennoch rechneten die Bestattungsunternehmer den Angehörigen die auf Dauer höheren Kosten einer Grabpflege in Ahrensfelde vor, so dass die Berliner eine Bestattung in näherer Umgebung bevorzugten. Bevorzugt waren vor allem die Höfe in Neukölln.
Die Berliner Stadtsynode forderte daher am 1. Juni 1911 erstmals die Einführung des Vororttarifs bis Ahrensfelde Friedhof. Der Antrag wurde mit Verweis auf die Entfernung des Friedhofs zurückgewiesen. Die zweite Bitte dieser Art wurde neben der Stadtsynode auch von den betroffenen Kirchen- und Anliegergemeinden der Bahn getragen. Der Verbandsausschuss des Verbandes Groß-Berlin schloss sich dieser Bitte am 19. Juni 1913 an, es folgte eine weitere Petition von über tausend Friedhofsbesuchern im November 1913. Das preußische Ministerium der öffentlichen Arbeiten lehnte das Vorhaben am 29. November 1913 erneut ab. Es verwies auf die Kosten in Höhe von rund 6,2 Millionen Mark, die ein zweigleisiger Ausbau der Bahn mit Beseitigung von Bahnübergängen bei Einführung des Vororttarifs mit sich brächte. Zudem sei nach dessen Einführung nicht mit einer vermehrten Siedlungstätigkeit zu rechnen, da in dem Gebiet großflächige Rieselfelder und eben der Friedhof lagen. Die Lazarusgemeinde regte im Juli 1919 den Alternativvorschlag an, die Straßenbahn Berlin–Hohenschönhausen über Falkenberg zum Ostkirchhof zu verlängern, was mangels Bedarf abgelehnt wurde.
Infolge der schlechten Verkehrsanbindung zogen es die Angehörigen der Verstorbenen vor, die Grabpflege dem Friedhofspersonal zu überlassen. Die Kosten für das Gräbergießen stiegen daher auf zwölf Mark, die durchschnittlichen Kosten lagen in Berlin hingegen bei 7,50 Mark. Die Überweisung von fünf weiteren Kirchengemeinden nach Ahrensfelde im Jahr 1919 wurde von deren Kirchenräten angefochten, so dass die kirchliche Aufsichtsbehörde dem Ganzen nachgab. Die Anzahl der Bestattungen sank zu dieser Zeit weiter. Gegenüber anfangs fast eintausend Beisetzungen nach der Eröffnung zählte man im Jahr 1932 nur noch 136 Bestattungen. Etwa 165 Hektar des Friedhofsgelände wurden daher nach dem Zweiten Weltkrieg als land- und forstwirtschaftliche Nutzfläche abgetreten. Mit dem Bau der Großwohnsiedlungen in Marzahn, Hohenschönhausen und Hellersdorf in den 1970er und 1980er Jahren erwarteten die Verantwortlichen einen erneuten Anstieg der Inanspruchnahme des Friedhofs, die sich kaum bewahrheitete. Gegenwärtig finden jährlich etwa 40 Beisetzungen statt, von denen der Großteil aus der Ahrensfelder Bevölkerung stammt.

## Denkmalbereich
Örtlicher Geltungsbereich
„Der Ostkirchhof Ahrensfelde befindet sich im Nordosten Berlins, außerhalb der Stadtgrenze, in der Gemeinde Ahrensfelde. Das nach Süden spitz zulaufende Kirchhofsgelände wird dort durch die Gebäude am Haupteingang begrenzt. Westlich grenzt lockere Bebauung an das umzäunte Areal, während im Osten die Bahnstrecke nach Wriezen die Begrenzungslinie bildet. Nördlich schließt sich das ursprünglich ebenfalls für Begräbnisstätten erschlossene waldartige Areal an.
Die denkmalwerten Teile der Kirchhofsanlage erstrecken sich auf den Flurstücken 311, 313 und 314 der Gemarkung Ahrensfelde, Flur 2. Eine unmaßstäbliche Skizze des schützenswerten Areals ist der gutachtlichen Äußerung als Anlage beigefügt.
Ausgenommen von der Unterschutzstellung ist die im Lageplan gesondert gekennzeichnete, forstwirtschaftlich genutzte Teilfläche innerhalb des eingezäunten Kirchhofsgeländes.“
(Auszug aus der Denkmalbegründung des Bescheids über die Eintragung eines Denkmals vom 13. September 2001, Untere Denkmalschutzbehörde des Landkreises Barnim, Aktenzeichen: 04927-00-90)

## Liste der Gräberfelder
Manche der hier genannten Kirchengemeinden sind inzwischen mit Nachbargemeinden unter teils anderem Namen fusioniert. 
- Gräberfeld Advent-Gemeinde: Evangelische Kirchengemeinde der Adventkirche, Berlin-Prenzlauer Berg
- Gräberfeld Galiläa-Gemeinde: Evangelische Kirchengemeinde der Galiläakirche, Berlin-Friedrichshain
- Gräberfeld Kapernaum-Gemeinde: Evangelische Kirchengemeinde der Kapernaum-Kirche, Berlin-Wedding
- Gräberfeld Martha-Gemeinde: Evangelische Kirchengemeinde der Martha-Kirche in SO 36, Berlin-Kreuzberg
- Gräberfeld Lazarus-Gemeinde: Evangelische Kirchengemeinde der Lazarus-Kirche, Berlin-Friedrichshain
- Gräberfeld Pfingst-Gemeinde: Evangelische Kirchengemeinde der Pfingstkirche, Berlin-Friedrichshain
- Gräberfeld Samariter-Gemeinde: Evangelische Kirchengemeinde der Samariterkirche, Berlin-Friedrichshain
- Gräberfeld Tabor-Gemeinde: Evangelische Kirchengemeinde der Tabor-Kirche in SO 36, Berlin-Kreuzberg
- Gräberfeld Zwingli-Gemeinde: Evangelische Kirchengemeinde der Zwinglikirche in der Oberbaum City, Berlin-Friedrichshain